# 1965 en football
Cet article présente les faits marquants de l'année 1965 en football.

## Chronologie
- 19 avril : le club suisse du FC Sion remporte la Coupe de Suisse en battant en battant en finale le Servette FC. C'est la première victoire en coupe de son histoire.
- 19 mai : le club anglais de West Ham remporte la Coupe des vainqueurs de Coupe en battant en finale un club bavarois : le TSV Munich 1860. C'est la deuxième fois qu'un club anglais remporte la compétition.
  - Article détaillé : Coupe d'Europe des vainqueurs de coupe 1964-1965
- 26 mai, Coupe de France, finale : au Parc des Princes de Paris, le Stade rennais remporte la première Coupe de France de son histoire en battant le club de l'UA Sedan-Torcy. La finale doit se jouer deux fois avant de pouvoir départager les deux équipes.

- 27 mai : l'Inter Milan remporte la Ligue des champions face au Benfica. Score : 1-0 pour l'Inter. C'est la deuxième Coupe des clubs champions européens gagnée par l'Inter Milan, qui conserve par la même occasion son titre acquis en 1964.

- 23 juin : le Ferencváros TC remporte la Coupe des villes de foires face à la Juventus.

- 10 septembre, Championnat de France : large victoire de l'ASSE face à l'AS Cannes. Le score est très lourd : 2-8 !
- 26 septembre : Franz Beckenbauer reçoit sa première sélection en équipe d'Allemagne à l'occasion d'un match face à la Suède. Cette confrontation compte pour les éliminatoires de la Coupe du monde 1966.
- 21 novembre : le Ghana remporte la Coupe d'Afrique des Nations (CAN) en battant la Tunisie en finale. C'est la deuxième "CAN" remportée par les joueurs ghanéens. La Côte d'Ivoire se classe 3e de la compétition en battant le Sénégal.
  - Article détaillé : Coupe d'Afrique des nations 1965

## Champions nationaux
- Le Werder Brême remporte le championnat d'Allemagne.
- Manchester United remporte le championnat d'Angleterre.
- Le Real Madrid remporte le championnat d'Espagne.
- Le FC Nantes remporte le championnat de France.
- L'Inter Milan remporte le championnat d'Italie.
- Le RSC Anderlecht remporte le championnat de Belgique.
- Le Feyenoord Rotterdam remporte le championnat des Pays-Bas.

## Naissances
Plus d'informations : Liste d'acteurs du football nés en 1965.
- Jocelyn Angloma
- Laurent Blanc
- José Luis Chilavert
- Hansi Flick
- Gheorghe Hagi
- Dragan Stojković
- Raí

## Décès
- 5 mars : décès à 58 ans de Meflah Aoued, joueur algérien[1].
- 6 octobre : décès à 88 ans d'Otto Maier, joueur allemand, cofondateur du FC Barcelone.
- Dates non renseignées ou inconnues :
  - septembre : Enoch West, footballeur anglais.

## Liens
- RSSSF : Tous les résultats du monde